# فرهنك الشيرازي
ميرزا أبو القاسم بن محمّد شفيع بن إسماعيل الشيرازي المتخلص بـفرهنگ (1826 - 1891) خطاط وشاعر إيراني من أهل القرن التاسع عشر الميلادي. هو الابن الرابع للوصال الشيرازي. ولد في شيراز وتعلم بها على أبيه وشقيه الأكبر الخط والآداب. كما قام بتعليم الرياضيات والعلوم الغريبة والفرنسية. مال إلى الأدب ونظم الشعر بالفارسية والعربية وله دواوين بهما وعدة مؤلفات وترجمات من العربية إلى الفارسية. توفي في مسقط رأسه. 

## مؤلفاته
- البارع في أحكام النجوم، ترجمة من العربية إلى الفارسية
- ديوانه بالعربية والفارسية معًا في عشرة آلاف بيت
- ذخر السفاهة على طب البلاهة، بالفارسية
- رسالة في أسرة الوصال الشيرازي، في تراجم
- شرح حدائق السحر، بالفارسية، ترجمة من العربية إلى الفارسية
- معجم فرهنگ، بالفارسية والعربية والتركية